# Евстифеев, Николай Тимофеевич
Николай Тимофеевич Евстифеев (1848—1913) — пензенский купец и общественный деятель, городской голова в 1891—1906 годах, член III Государственной думы от Пензенской губернии.

## Биография
Православный. Купец 2-й гильдии, потомственный почетный гражданин.
Начальное образование получил дома, грамоте научился у сельского дьячка. С юных лет работал на Волге у своего родственника, который занимался судоходством. Затем служил приказчиком у нижегородского купца Блинова. В 1877 году переехал в Пензу и посвятил себя коммерческой деятельности. В 1881 году выстроил мукомольную мельницу и занялся, главным образом, хлебной торговлей. К 1907 году владел домом, 200 десятинами земли, паровой и водяной мельницы (оценены в 250 и 100 тысяч рублей, соответственно). Одна из мельниц находилась в деревне Панкратовке Пензенского уезда. В 1907 году на предприятиях Евстифеева было занято 87 рабочих, а годовой оборот фирмы достигал 1 миллиона рублей. Пензенский губернатор И. Ф. Кошко характеризовал Евстифеева так:

Весьма состоятельный, пользующийся авторитетом в городской среде. Ведет большую хлебную торговлю, образование получил домашнее, но много читал, обладает природным практическим умом.

С 1887 года избирался гласным Пензенской городской думы, а 23 марта 1891 года был избран пензенским городским головой, в каковой должности состоял до 1906 года. Во время неурожая 1891 года закупил большое количество зернового хлеба в южных губерниях и открыл в Пензе магазины дешёвого хлеба для нуждавшихся. Возглавляя городское самоуправление в течение 15 лет, немало способствовал развитию города. За это время были построены воинские склады и казармы, элеватор и центральная скотобойня, мясной пассаж, проведена телефонная сеть (1897), проложен водопровод (1898), открыт народный театр, вдвое увеличилось количество начальных школ. Также были организованы первые сельскохозяйственные выставки, устроено электрическое освещение улиц, основаны Общественная библиотека имени М. Ю. Лермонтова (1892) и Пензенское художественное училище имени Н. Д. Селивёрстова (1898). В 1906 году Евстифеев был избран почетным гражданином Пензы.

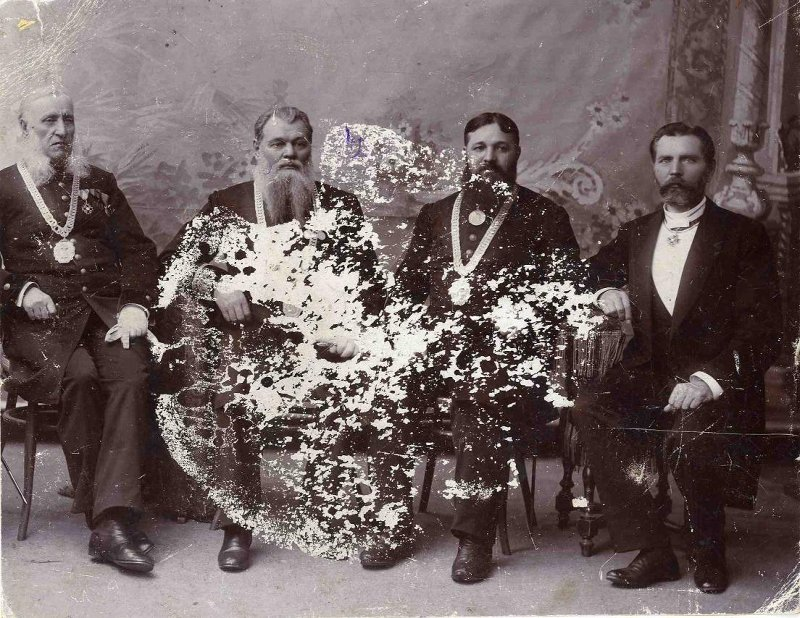
Члены Пензенской городской управы: И.В. Сивохин, Н.Т. Евстифеев, М.Е. Ивановский, В.П. Пелетьминский

Между прочим, дважды возглавлял депутацию от городской думы при посещении Пензы императором Николаем II: в 1891 году он подносил хлеб-соль тогда ещё цесаревичу Николаю Александровичу, который остановился в Пензе на обратном пути с Дальнего Востока, а в 1904 году приветствовал императора, который прибыл в Пензу для смотра воинских частей, отправлявшихся на Русско-японскую войну.
Кроме того, в разные годы состоял: гласным Пензенского уездного и губернского земский собраний, директором губернского попечительного о тюрьмах комитета, членом губернского по фабричным и горно-заводским делам присутствия (от фабрикантов и заводчиков), директором Пензенского городского общественного банка (с 1897 года), председателем сиротского суда, почетным попечителем церковно-приходских школ города Пензы, казначеем местного отдела Общества Красного Креста, действительным членом Пензенской ученой архивной комиссии (с 1901 года), членом правления городского пожарного общества, председателем попечительства и ктитором Петропавловской церкви (с 1899 года), членом-сотрудником Общества поощрения трудолюбия, а также председателем правлений и членом многих других благотворительных учреждений города. За свою благотворительную деятельность был удостоен большой серебряной медали «За усердие» (1893).
После провозглашения Октябрьского манифеста стал председателем губернского комитета Торгово-промышленной партии, позднее возглавлял пензенский отдел Союза 17 октября. В 1907 году был избран членом III Государственной думы от 1-го и 2-го съездов городских избирателей Пензенской губернии. Входил во фракцию октябристов. Состоял членом комиссий: финансовой, продовольственной, а также по исполнению государственной росписи доходов и расходов.
По окончании полномочий III Государственной думы вернулся в Пензу, где в 1913 году был вновь избран городским головой. Скончался 2 июля 1913 года в Санкт-Петербурге. Похоронен на Мироносицком кладбище в Пензе. Был вдовцом.
В Пензе именем многолетнего городского головы была названа Евстифеевская улица, в советское время переименованная в Дальнюю.

## Награды
- Орден Святой Анны 3-й ст.;
- Орден Святого Станислава 2-й ст. (1902);
- Орден Святого Владимира 4-й ст. (1913);
- медаль «В память коронации Императора Николая II»;
- медаль «За труды по первой всеобщей переписи населения».